# Joseph Alfred Serret
Joseph Alfred Serret (París, França, 30 d'agost de 1819 - Versalles, França, 2 de març de 1885), més conegut com a Joseph Serret, va ser un matemàtic famós per desenvolupar al costat de Jean Frenet la Teoria de corbes.

## Biografia
Graduat per l'École polytechnique el 1840 i examinador del tribunal d'admissió des de 1848; el 1861 va ser nomenat professor de mecànica celeste al Collège de France i deu anys després va obtenir la càtedra de càlcul diferencial i integral de la Sorbonne. Joseph va formar part també del Bureau des Longitudes des de 1873.
La principal aportació de Serret en l'àmbit de les matemàtiques es va produir dins de la geometria diferencial. Al costat de Charles Bonnet i Bertrand Russell va fer importants avenços en aquesta qüestió, elaborant la fórmula Frenet-Serret, fonamental en la teoria de les corbes espacials.
El 1860 va succeir a Louis Poinsot a l'Acadèmia Francesa de les Ciències de França. El 1871, davant del progressiu deteriorament de la seva salut, es va retirar a Versalles fins a la seva mort el 1885.
També va treballar alguns aspectes de la teoria de nombres, el càlcul i la mecànica. Va editar els treballs de Joseph Louis Lagrange –publicats en catorze volums entre 1867 i 1892– i va realitzar la cinquena edició de Monge el 1850. Una de les seves principals obres va ser el manual Cours d'algèbre supérieure, editat en dos volums.